# Jean-Louis Bédouin
Pour les articles homonymes, voir Bédouin.
Jean-Louis Bédouin, né à Neuilly-sur-Seine en 1929 et mort à Paris le 2 octobre 1996, est un critique littéraire, un plasticien et un poète surréaliste français.

## Biographie
Membre du groupe surréaliste, il a publié, dans les revues éditées par celui-ci, des poèmes d'un lyrisme ample dont les images fulgurantes ne laissent point d'être contrôlées.
Outre son œuvre poétique, il a également publié une anthologie de la poésie surréaliste (1964), et des études sur André Breton (1950), Benjamin Péret (dont il fut un proche) (1951) et Victor Segalen (1963), Les Masques (1961), Vingt ans de surréalisme (1961).
Il vécut à la campagne, dans une maison construite en partie par lui-même.
En 1960, il signe le Manifeste des 121, déclaration sur le « droit à l'insoumission » dans le contexte de la guerre d'Algérie.

## Œuvres
Poésie
- Libre espace (1967)
- L'Arbre descend du singe (1975)
- L'Épaule du large (1992)
- Libre espace et autres poèmes, avant-propos de Claude Courtot, coll. « Les Archipels du surréalisme », éd. Syllepse, Paris, 1998.

Film
- L'Invention du monde », 1952, coréalisé avec Michel Zimbacca, texte de Benjamin Péret, 16 mm / 34' / noir et blanc et couleurs[3].

Études critiques
- André Breton, Seghers, coll. « Poètes d'aujourd'hui », no 18, 1950.
- Noir d'ivoire, La Guilde du Livre, 1950.
- Benjamin Péret, Seghers, coll. « Poètes d'aujourd'hui », no 78, 1961.
- Les Masques, PUF, « Que sais-je », 1961.
- Vingt ans de surréalisme, Denoël, 1961.
- Victor Segalen, Seghers, coll. « Poètes d'aujourd'hui », no 102, 1963.
- La Poésie surréaliste, Seghers, Coll. « Melior », 1964.
- « La constellation André Breton », in L'Œuf sauvage no 1, oct-novembre 1991.
- « René Moreu », in L'Œuf sauvage no 5, automne 1992.
- « L'abbé Fouré », in L'Œuf sauvage no 8, automne 1993.
- « Les Kachinas », in L'Œuf sauvage no 9, automne 1994.

## Pour approfondir